# Georgetown, Connecticut
Georgetown är en ort i Fairfield County i delstaten Connecticut, USA.